# Ferruccio Biancini
Ferruccio Biancini (* 18. August 1890 in Pomponesco, Provinz Mantua; † 19. März 1955 in Rom) war ein italienischer Schauspieler, Drehbuchautor, Filmproduzent und -regisseur.

## Leben
Biancini ging 1912 nach Paris, wo er zunächst für Filmproduktionsfirmen bei der Auswahl und Erstbearbeitung von Filmstoffen verantwortlich war; zwischen 1914 und 1916 spielte er für die Pathé, für Gaumont und Éclair auch einige Rollen, was er nach seiner Rückkehr in sein Heimatland auch bald in dortigen Filmen bis ins Jahr 1926 fortsetzte. Zwischenzeitlich war er Mitglied der Schauspieltruppe um Alfredo Sainati. 1920 war er Regisseur eines Filmes, in dem er selbst spielte, Rapsodie ungherese.
Mit dem Siegeszug des Tonfilmes kehrte auch Biancini in die Filmszene zurück; zunächst war er für die italienischen Sprachversionen von vier deutschen Filmen verantwortlich; ab 1933 war er hauptsächlich als Produktionschef tätig, gelegentlich bei der Verfilmung eigener Drehbücher. Das wichtigste darunter ist das zu Vittorio de Sicas Maddalena… zero in condotta. 1952 resp. 1954 produzierte er zwei Streifen selbst.
Biancini ist der Vater der Produzentin Liliana Biancini.

## Filmografie (Auswahl)

### Regisseur
- 1920: Rapsodia ungherese

### Drehbuchautor
- 1940: Maddalena, ein Mädchen mit Pfiff (Maddalena… zero in condotta)